# Lutherkirche (Elmshorn)

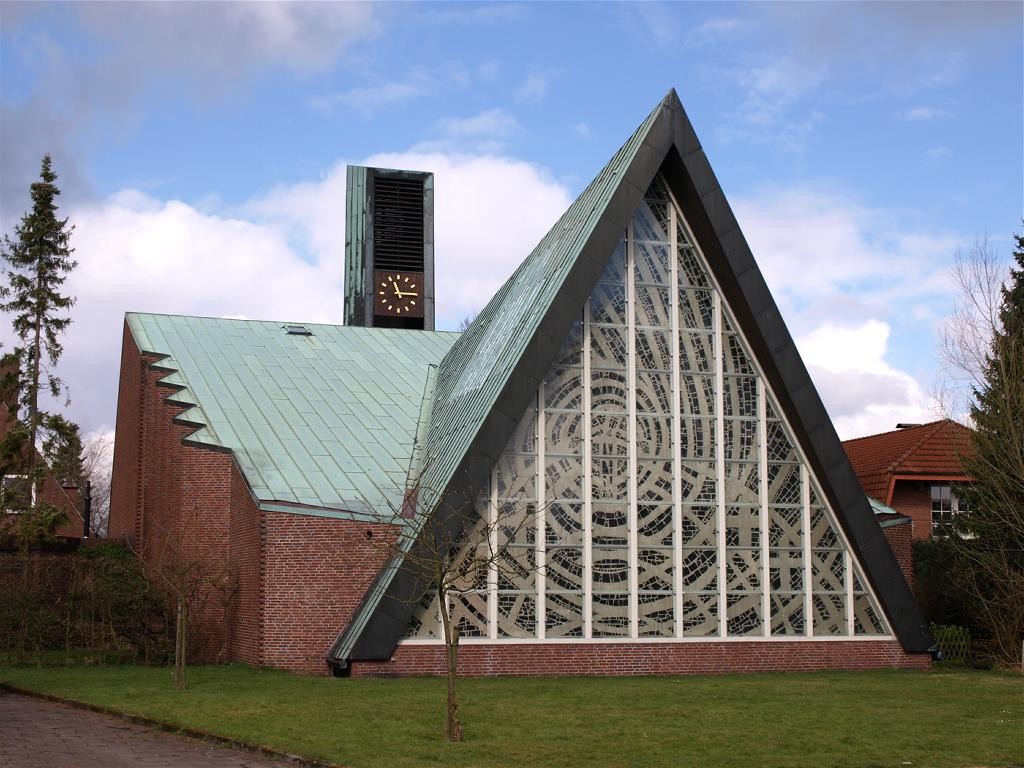
Die Kirche von Südosten aus gesehen

Die Lutherkirche ist eine evangelisch-lutherische Kirche in Elmshorn. Sie liegt an der Langen Straße im Stadtteil Langelohe. Das Bauwerk entstand nach Plänen des Hamburger Architekten Puls. 1966 wurde die Kirche geweiht.

## Bau

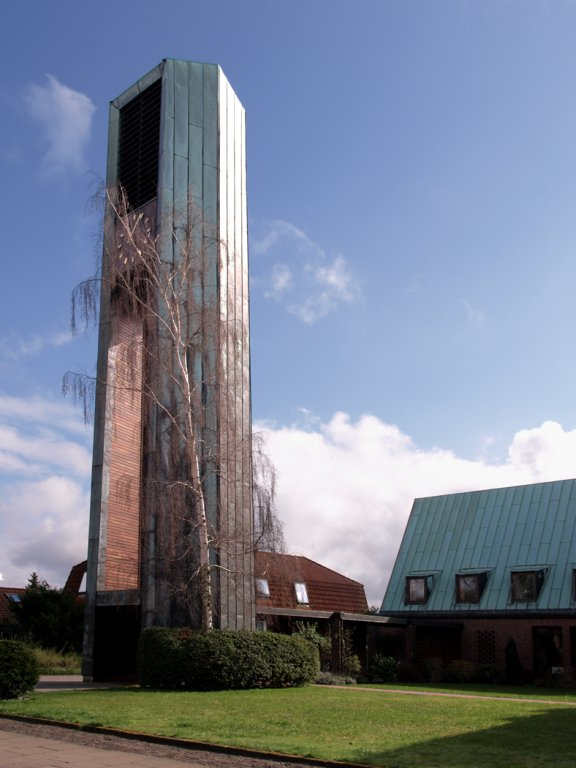
Der Glockenturm

Das Bauwerk ist nicht exakt nach Osten ausgerichtet, sondern passt sich dem Verlauf der Grundstücke an der Langen Straße an. Es handelt sich um einen Stahlbetonbau mit Backsteinverkleidung, der von Kupferplatten gedeckt ist.
Das Kirchenschiff wird bestimmt durch einen zeltartig nach Südosten vorragenden Gebäudeteil mit einem großen Dreiecksgiebel. Der Giebel ist nahezu bis zum Boden von einem Glasmosaik ausgefüllt.
Der freistehende, mit Kupfer umkleidete Glockenturm ist im unteren Bereich mittig durchbrochen. Nach oben folgen die Kirchturmuhr und die Schallöffnungen für die vier Glocken.

## Innere
Der Innenraum wird durch die verglaste Giebelwand hinter dem Altar dominiert. Das Glasmosaik stammt von der Künstlerin Gräfin A. Hohenthal. Kräftige Blau- und Rottöne sind vorherrschend. Der Blick wird durch eine spiralenartige, aber nicht zentrale Anordnung auf den gekreuzigten Christus gelenkt.
Die Orgel auf der Empore über dem Eingang wurde 1970 eingeweiht. Sie stammt vom Orgelbauer Alfred Führer. 
Die Orgel hat 21 Register, zwei Manuale und ein Pedal.